# Boitron (Seine-et-Marne)
Boitron je francouzská obec v departementu Seine-et-Marne v regionu Île-de-France. V roce 2012 zde žilo 396 obyvatel.

## Sousední obce
Bassevelle, Orly-sur-Morin, Sablonnières, La Trétoire

## Vývoj počtu obyvatel
Počet obyvatel